# Liste der Kulturdenkmäler in Dietzhölztal
Die folgende Liste enthält die in der Denkmaltopographie ausgewiesenen Kulturdenkmäler auf dem Gebiet  der Gemeinde Dietzhölztal, Lahn-Dill-Kreis, Hessen.
Hinweis: Die Reihenfolge der Denkmäler in dieser Liste orientiert sich zunächst an Ortsteilen und anschließend der Anschrift, alternativ ist sie auch nach der Bezeichnung, der vom Landesamt für Denkmalpflege vergebenen Nummer oder der Bauzeit sortierbar.
Kulturdenkmäler werden fortlaufend im Denkmalverzeichnis des Landes Hessen durch das Landesamt für Denkmalpflege Hessen auf Basis des Hessischen Denkmalschutzgesetzes (HDSchG) geführt. Die Schutzwürdigkeit eines Kulturdenkmals hängt nicht von der Eintragung in das Denkmalverzeichnis des Landes Hessen oder der Veröffentlichung in der Denkmaltopographie ab.

## Kulturdenkmäler nach Ortsteilen

### Ewersbach
| Bild                  | Bezeichnung                  | Lage                                                                                         | Beschreibung | Bauzeit              | Objekt-Nr. |
| --------------------- | ---------------------------- | -------------------------------------------------------------------------------------------- | --- | -------------------- | ---------- |
| Ehemaliger Bahnhof    | Ehemaliger Bahnhof           | Bahnhofstraße 2 LageFlur: 18, Flurstück: 112/6                                               | Zwischen den ehemaligen Ortsteilen Neuhütte und Straß-Ebersbach gelegener Bahnhof, der im Zuge der 1892 fertiggestellten Dietzhölztal-Linie auf der Grundlage eines Typenentwurfs errichtet wurde. Neben der geschichtlichen Bedeutung ist durch die Differenzierung der Wandverkleidung von Schiefer zu einer senkrechten Holzverbretterung, der Betonung des Zugangs in Gebäudemitte durch einen Querbau mit Freigespärre eine künstlerisch anspruchsvolle Gestaltung gegeben. Kulturdenkmal aus geschichtlichen und künstlerischen Gründen. | 1892                 | 137268 DDB |
| Fachwerkbau           | Fachwerkbau                  | Hauptstraße 33 LageFlur: 13, Flurstück: 137/2                                                | An der Einmündung der Brückenstraße in die Hauptstraße gelegener Fachwerkbau, inschriftlich datiert mit Nennung des Bauherrn Johann Jöst 1749. Bemerkenswert besonders die in die Eckständer eingestellten Baluster, die an den horizontalen Bauteilen befindlichen tauartig gedrehten Bänder und Schnitze reien mit pflanzlichen Motiven. Kulturdenkmal aus geschichtlichen Gründen. | 1749                 | 132496 DDB |
| weitere Bilder        | Evangelische Johanneskapelle | Hauptstraße 53, Hauptstraße LageFlur: 13, Flurstück: 168, 200/9                              | Einschiffige geostete Anlage des 13. Jh. mit gleichbreitem Chor mit 5/8-Schluss. Satteldach mit kleinem Dachreiter, nach Osten abgewalmt, im Westen Krüppelwalm. Im Innern des ehemals überwölbten Schiffes dreiseitig um laufende Empore des 17. Jh. Triumphbogen zum Chor als flachgedrückter Spitzbogen. Im Chor spitzbogig abgeschlossene Blendnischen. Kulturdenkmal aus geschichtlichen Gründen. | 13. Jh.              | 132497 DDB |
| Zweiseitige Hofanlage | Zweiseitige Hofanlage        | Hauptstraße 151, Hauptstraße 149a, Hauptstraße 149 LageFlur: 17, Flurstück: 28/1, 28/2, 31/3 | Zweiseitige, in Fachwerk errichtete Hofanlage, im Scheunensturz datiert 1777. Die Ständer des Wohngebäudes reichen über beide Geschosse. Die Rähmteile des Erdgeschosses von Ranken mit Tulpenblüten geziert, die Schwellen mit tauartig gedrehtem Band. Kulturdenkmal aus geschichtlichen und künstlerischen Gründen | 1777                 | 132498 DDB |
| Dreizoniges Einhaus   | Dreizoniges Einhaus          | Hauptstraße 159 LageFlur: 17, Flurstück: 40/2                                                | Quererschlossenes dreizoniges Einhaus, Fachwerkbau der zweiten Hälfte des 18. Jh. Die Ständer vor der massiven Ersetzung des Erdgeschosses über beide Geschosse reichend, die Eckständer mit eingestellten Balustern und aus Spiralen sich entwickelnden Ranken, die sich in ähnlicher Form auch an den übrigen Bundständern befinden. Kulturdenkmal aus geschichtlichen Gründen. | 1745 bis 1755        | 132499 DDB |
| Jung'sche Villa       | Jung'sche Villa              | Hauptstraße 161 LageFlur: 17, Flurstück: 42/2                                                | Sog. Jungsche Villa, als Direktorensitz der unmittelbar gegenüber gelegenen Eisenwerke Ende des 19. Jh. in zwei Bauabschnitten errichtet. Der Bau liegt erhöht zur Hauptstraße inmitten eines parkartigen Geländes. Die Baukörpergestaltung mit zwei leicht vorspringenden Flügelbauten mit flachem Satteldach und dazwischen spannendem, langgestrecktem Verbindungsglied, umlaufendem Gurtgesims und Fensterverdachungen ist als spätklassizistisch zu bezeichnen. Villa und umgebendes Gelände sind Kulturdenkmal aufgrund der geschichtlichen, künstlerischen, städtebaulichen und wissenschaftlichen Bedeutung. Kulturdenkmal aus geschichtlichen, künstlerischen, städtebaulichen und wissenschaftlichen Gründen. | Ende 19. Jahrhundert | 132500 DDB |
| Hofanlage             | Hofanlage                    | Hüttenweg 2, Oranienstraße 32 LageFlur: 25, Flurstück: 90/1, 91/1                            | Langgestreckte Hofanlage des 18. Jh. Der Scheunenteil ist weitgehend ursprünglich in Fachwerk erhalten, der Wohnteil im Obergeschoss mit einer eindrucksvollen Reihung von Mann-Formen. Kulturdenkmal aus geschichtlichen Gründen. | 1800                 | 132501 DDB |
| Villa Jung            | Villa Jung                   | Jahnstraße 25 LageFlur: 18, Flurstück: 61/4                                                  | In den 1920er Jahren errichtet durch Kommerzienrat Gustav Jung, Werksdirektor der Firma Buderus-Omnical, als Hochzeitsgeschenk für seinen Sohn. Repräsentativer Bau oberhalb von Ewersbach, ein städtisch wirkender Solitär in dörflicher Umgebung. Nach 1951 und bis Beginn der 1980er Jahre Dienstsitz der nachfolgenden Buderusdirektoren. Prägend für die Villa Jung das behäbig gelagerte, mit Naturschiefer gedeckte Mansardendach mit relativ steilem Walmaufsatz, zwei Gaubenreihen und den an Hof- und Gartenseite ins Dach einschneidenden Frontispizmotiven. Kulturdenkmal aus geschichtlichen und künstlerischen Gründen. | 1900 bis 1950        | 133286 DDB |
| weitere Bilder        | Evangelische Pfarrkirche     | Pfarrstraße 5 LageFlur: 4, Flurstück: 131/1                                                  | Oberhalb der Oranienstraße, südl. des Ortsausgangs im ehem. Ort Bergebersbach. Romanischer Saalbau mit spätromanischem Turm und frühgotischem polygonalem Chor in der Spätgotik zu einer Hallenkirche ausgebaut. - Von dem romanischen Saalbau, 2. Hälfte 11. Jh./1. Hälfte 12. Jh., sind am jetzigen Langhaus die Außenmauern, teilweise im Fischgrätverband, mit zugemauertem Südportal und vermauerten kleinen Rundbogenfenstern erhalten (der ehemalige eingezogene Rechteckchor 1969/70 durch Grabung festgestellt). 1. Drittel 13. Jh. der wuchtige Westturm auf quadratischem Grundriss mit Treppen in der Mauerdicke errichtet (Turmbedachung 1824), das Schiff zur heutigen Höhe erweitert und nach Osten verlängert sowie das rechteckige Chorjoch mit (nicht mehr bestehender) Halbrundapsis angefügt; an der Südseite des Chorjochs noch das gestufte Portal. In frühgotischer Zeit der Chor erhöht und mit einem gratgewölbten 5/8-Schluss versehen; im Dachraum eine Schießscharte. - Das Schiff im 15. Jh. durch den Einbau von zwei schlanken Pfeilerpaaren in eine spätgotische Halle von 3 x 3 Jochen mit gekehlten Kreuzrippengewölben umgewandelt. Am gewaltigen spätromanischen Triumphbogen mit breitem Mittelgurt über Halbsäulen das südliche Blattstengelkapitell erhalten (das nördliche über der Kanzel abgeschlagen). Bei der Renovierung 1967–70 die ehemaligen zweigeschossigen Emporeneinbauten (die unteren 1618 unter Wiederverwendung von drei Pfosten von 1536, die oberen an Nord- und Südseite 1627) auf eingeschossige Emporenbauten reduziert, dabei die Schwellbalken der oberen Emporen erhalten. In der Südwestecke des Schiffs führt eine Holztreppe mit offener gewundener Spindel zu ihnen hinauf. 1970 in den Laibungen zweier Fenster in Höhe der bestehenden Emporen Reste romanischer dekorativer Malereien entdeckt und restauriert. Einfache Sakramentsnische. Steinkanzel auf Säule, Ende 15. Jh., an den Ecken gedrehte Säulchen, Maßwerkfüllungen. Im Chor Teile des alten Fußbodens aus ährenförmig gesetzten Flusskieseln (1969 rekonstruiert). Glocke 1512. Durch zahlreiche Sichtbeziehungen ist der Kirchenbau eng mit seinem Umfeld verzahnt, entwickelt nach Südwesten über den Ortsrand hin aus eine eindrucksvolle Fernwirkung, so dass dem Umgebungsschutz hier besonders Rechnung getragen werden muss. Kulturdenkmal aus geschichtlichen, künstlerischen, städtebaulichen und wissenschaftlichen Gründen. | 1295 bis 1305        | 132502 DDB |

### Mandeln
| Bild            | Bezeichnung          | Lage                                           | Beschreibung | Bauzeit | Objekt-Nr. |
| --------------- | -------------------- | ---------------------------------------------- | --- | ------- | ---------- |
| Fachwerkscheune | Fachwerkscheune      | Laaspher Straße 29 LageFlur: 6, Flurstück: 921 | Fachwerkscheune, im Torsturz datiert 1714. Der dreizonige Bau mit durchgehenden Ständern zeigt die typische Scheune des Dillgebietes mit einem unversehrten konstruktiven Gefüge. Über dem Torsturz zwei Viertelkreishölzer als Gefachzier. Kulturdenkmal aus geschichtlichen Gründen. | 1714    | 132503 DDB |
| weitere Bilder  | Evangelische Kapelle | Laaspher Straße 43 LageFlur: 6, Flurstück: 909 | Kleiner Fachwerkbau, 1756 errichtet, mit Krüppelwalmdach und gestaffeltem Haubendachreiter in Firstmitte. Süd- und Westseite sind verschiefert. Im Innern ruht die Flachdecke auf vier schlanken marmorierten Holzsäulen. Hiervon unabhängig werden die dreiseitig umlaufenden Emporen mit Blumenmalereien in den Brüstungsfüllungen, datiert 1794, von vier weiteren, stärker gebauchten Säulen getragen. Die Emporen laufen gegen die Ostwand aus. Die Kanzel liegt erhöht hinter dem Altar vor der Ostwand. Kulturdenkmal aus geschichtlichen und künstlerischen Gründen. | 1756    | 132504 DDB |

### Rittershausen
| Bild                             | Bezeichnung                      | Lage                                                                                           | Beschreibung | Bauzeit                | Objekt-Nr. |
| -------------------------------- | -------------------------------- | ---------------------------------------------------------------------------------------------- | --- | ---------------------- | ---------- |
| Forsthaus Dietzhölze             | Forsthaus                        | Forsthaus Doetzhölze, Unter Dietzhölze, Obere Dietzhölze LageFlur: 23, Flurstück: 10, 13, 8, 9 | Nördlich von Rittershausen in freier Natur gelegenes Forsthaus. 1842 als zweigeschossiger Putzbau mit Satteldach errichtet, etwas später Erweiterung nach Westen. Nördlich zwei zeitgleich entstandene steinsichtige Nebengebäude. Das Forstanwesen bildet eine kleine Sachgesamtheit des Spätklassizistismus und ist von besonderer bau- und ortshistorischer Bedeutung. Der Weg zum Anwesen ist durch eine Baumallee besonders hervorgehoben. Kulturdenkmal aus geschichtlichen Gründen. | 1842                   | 132516 DDB |
| Steinbrücke                      | Steinbrücke                      | Ortsstraße o. Nr. LageFlur: 30, Flurstück: 246/16                                              | Mit flachem Korbbogen sich über die Dietzhölze spannende Steinbrücke aus der ersten Hälfte des 19. Jh. Zusammen mit der evangelischen Kirche und dem alten Rathaus bildet sie einen bedeut samen Kernbereich von Rittershausen. Kulturdenkmal aus geschichtlichen und städtebaulichen Gründen. | Anfang 19. Jahrhundert | 132506 DDB |
| weitere Bilder                   | Evangelische Kirche              | Ortsstraße o. Nr. LageFlur: 30, Flurstück: 150                                                 | In verputztem Bruchstein errichteter Saalbau von 1769. Krüppelwalmdach mit gestaffeltem Haubendachreiter in Firstmitte. Innen eine einheitliche barocke Ausstattung der Entstehungszeit mit dreiseitigen Emporen, erhöhter Kanzel vor der Ostwand. Die Emporen werden durch Gesimse nach unten und oben abgeschlossen. Die Brüstungsfelder werden von rankenverzierten Pilastern gegliedert. Die Brüstungsfüllungen sind ebenso wie die Vouten der Flachdecke mit Malereien versehen. Der Fußboden aus schmalen Steinen, die ährenförmig angeordnet sind. Kulturdenkmal aus geschichtlichen und künstlerischen Gründen. | 1769                   | 132505 DDB |
| Umgebaute Fachwerkscheune        | Umgebaute Fachwerkscheune        | Ortsstraße o. Nr. LageFlur: 30, Flurstück: 67/4                                                | Gut erhaltene Fachwerkscheune, Mitte 18. Jh., im Scheunentorsturz zweizeilige Inschrift: WAS UNSER GOTT LÄSST WACHSEN AUF DER ERDEN, DAS WILL IN DIESER SCHEUER GESAMMELT WERDEN. DER SEGEN DES HERREN MACHET REICH OHNE MÜH. Eckständer, horizontale Geschossbalken und Andreaskreuz über Torsturzmitte mit blütenbesetzten Ranken-Schnitzereien. Heute zu Wohnzwecken umgebaut. Kulturdenkmal aus geschichtlichen Gründen. | 1745 bis 1755          | 132509 DDB |
| Altes Rathaus                    | Altes Rathaus                    | Ortsstraße 31 LageFlur: 30, Flurstück: 151                                                     | Zweigeschossiger Fachwerkbau, 1778 errichtet, mit durchgehenden Ständern, auf denen Balkenköpfe als Profil abgebildet sind in Nachahmung eines Rähmbaus; Rähmteile und Streben mit Rankenschnitzereien. Der Bau ist Kulturdenkmal aufgrund seiner geschichtlichen Bedeutung und, gegenüber der Kirche und am Ufer der Dietzhölze in ortsprägender Lage, auch aufgrund seiner städtebaulichen Bedeutung. Kulturdenkmal aus geschichtlichen und städtebaulichen Gründen. | 1778                   | 132507 DDB |
| Fachwerkbau                      | Fachwerkbau                      | Ortsstraße 33 LageFlur: 30, Flurstück: 157/1                                                   | Zweigeschossiger Fachwerkbau noch des 17. Jh. Bemerkenswert die dekorativen Elemente: die Schwellen sowie die Balkenlagen des Daches mit Klötzchenfries, zwischen den profilierten Balkenköpfen geschuppte Stäbe. Die Aussteifung der Eckständer erfolgt durch Knaggen und Fußstreben. Kulturdenkmal aus geschichtlichen und künstlerischen Gründen. | Ende 17. Jahrhundert   | 132508 DDB |
| Fachwerkbau                      | Fachwerkbau                      | Ortsstraße 44/46 LageFlur: 30, Flurstück: 41/1                                                 | Zweigeschossiger Fachwerkbau der ersten Hälfte des 18. Jh. mit Krüppelwalmdach. An der Traufseite eine profilierte, mit den Deckenbalken verkämmte Schwelle mit Kehlen jeweils zwischen den Kammversätzen. Neben den aussteifenden Mannformen mit Gegenstreben Feuerböcke als Gefachzier. Kulturdenkmal aus geschichtlichen Gründen. | Anfang 18. Jahrhundert | 132510 DDB |
| Fachwerkbau                      | Fachwerkbau                      | Ortsstraße 62 / Poststraße LageFlur: 30, Flurstück: 78/2, 81                                   | Zweigeschossiger großvolumiger Fachwerkbau noch des 17. Jh. Dem giebelseitig erschlossenen Bau schließt sich eine Scheune an. Bemerkenswert im Giebel die friesartige Reihung von Fußstreben, die an ältere Fachwerkkonstruktionen erinnert. Die Eckständer mit schlanken Säulen. An der Traufseite des Wohnbaus eine für die Region typische Blechverkleidung. Wohnhaus und Scheune sind Kulturdenkmale aufgrund ihrer geschichtlichen Bedeutung. Kulturdenkmal aus geschichtlichen Gründen. | Ende 17. Jahrhundert   | 132511 DDB |
| Fachwerkbau                      | Fachwerkbau                      | Siegener Straße 9 LageFlur: 30, Flurstück: 204/1                                               | Langgestreckter Fachwerkbau, errichtet unmittelbar nach 1700; eine jüngere Scheune, Ende 18. Jh., schließt sich an. Der Charakter des regionaltypischen Einhausgehöfts ist bewahrt. Der südliche Giebel verschiefert, an der Traufseite ein für die Zeit in sehr kräftigen Formen ausgebildeter Geschossversatz. Kulturdenkmal aus geschichtlichen Gründen. | Anfang 18. Jahrhundert | 132512 DDB |
| Fachwerkbau                      | Fachwerkbau                      | Siegener Straße 32 LageFlur: 30, Flurstück: 106/1                                              | Traufständiger Fachwerkbau mit im Obergeschoss der Traufe noch intaktem Gefüge der ersten Hälfte des 18. Jh. Wie Siegener Straße 9 wurde der Bau im späten 18. Jh. um eine Scheune ergänzt. Kulturdenkmal aufgrund seiner geschichtlichen Bedeutung. Kulturdenkmal aus geschichtlichen Gründen. | Anfang 18. Jahrhundert | 132513 DDB |
| Wohnhaus und Scheune in Fachwerk | Wohnhaus und Scheune in Fachwerk | Siegener Straße 48 LageFlur: 30, Flurstück: 136/1                                              | Wohnhaus und Scheune in Fachwerk der Zeit um 1700. Ungewöhnlich und deshalb innerhalb der verschiedenen Ausprägungen bäuerlicher Wohn- und Wirtschaftsformen in Rittershausen bedeutsam, der Wechsel vom traufständigen Wohnbau zur selbständigen giebelständigen Scheune. Kulturdenkmal aus geschichtlichen Gründen. | 1695 bis 1705          | 132514 DDB |
| Fachwerkbau                      | Fachwerkbau                      | Siegener Straße 50/52 LageFlur: 30, Flurstück: 137/1, 139/1, 140                               | Zweigeschossiger Fachwerkbau, erste Hälfte 18. Jh. Der Bau - an der Einmündung der zu Kirche und Rathaus führenden Straße im Ortsbild bedeutsam gelegen - zeichnet sich durch den Reichtum der Fachwerkgestaltung aus, wie etwa die geschweiften Knaggen, die Behandlung der Eckständer als Pfeiler, den Bundständern der Traufseite aufgelegte geschuppte Bänder oder die Feuerböcke als Gefachzierform. Kulturdenkmal aus geschichtlichen, künstlerischen und städtebaulichen Gründen. | Anfang 18. Jahrhundert | 132515 DDB |

### Steinbrücken
| Bild                                              | Bezeichnung                                       | Lage                                                              | Beschreibung | Bauzeit         | Objekt-Nr. |
| ------------------------------------------------- | ------------------------------------------------- | ----------------------------------------------------------------- | --- | --------------- | ---------- |
| weitere Bilder                                    | Evangelische Kapelle                              | Dillenburger Straße (bei Nr. 19) LageFlur: 18, Flurstück: 15/7, 2 | 1709 in Fachwerk errichteter Bau, Süd- und Westseite wie das Dach verschiefert, Nord- und Ostseite verputzt. Die Kapelle mit kleinem rechteckigem Schiff und leicht eingezogenem Chor mit 5/8-Schluss. Über Schiff und Chor ein Satteldach, quadratischer Dachreiter mit eingezogenem achtseitigen Helm. Ein Treppenturm wurde nachträglich vor der nördlichen Front ergänzt. Teile der alten Kirchhofummauerung sind erhalten. Die Deckenbalken liegen auf einem durchgehenden Längsunterzug. Chor und Schiff sind durch Triumphbogen getrennt. Zur einheitlichen barocken Ausstattung gehören die dreiseitige Empore auf Säulen, Altar und Kanzel mit einem sehr schönen Schalldeckel. Die Kapelle ist Kulturdenkmal aufgrund ihrer geschichtlichen und - in Bezug auf die Innenausstattung - künstlerischen Bedeutung. Kulturdenkmal aus geschichtlichen und künstlerischen Gründen. | 1709            | 132518 DDB |
| Historischer Ortskern Steinbrücken (Gesamtanlage) | Historischer Ortskern Steinbrücken (Gesamtanlage) | Gesamtanlage Historischer Ortskern Lage                           | Steinbrücken geht zurück auf die Gründung einer nassau-dillenburgischen Eisenhütte im 15. Jh. Von der historischen Substanz des Ortes sind die 1709 errichtete Kapelle und im Bereich der Nebenstraße aus derselben Zeit eine in ihrer Ungestörtheit bemerkenswerte Gruppe von bäuerlichen Wohngebäuden und Scheunen erhalten. Es wurde deshalb hier eine kleine Gesamtanlage ausgewiesen, deren geschichtlicher Wert in der Veranschaulichung eines bestimmten Abschnittes der Steinbrückener Ortsgeschichte liegt. Kulturdenkmal aus geschichtlichen Gründen. | 15. Jahrhundert | 132517 DDB |
| Hofanlage                                         | Hofanlage                                         | Nebenstraße 11 LageFlur: 18, Flurstück: 78                        | Langgestreckte Hofanlage unter einem First, die als Dokument einer Hofform von geschichtlichem Wert ist. Darüber hinaus bedeutend durch die - allerdings nicht vollkommen erhaltene - einzeilige Inschrift in der Schwelle des Obergeschosses: WANN DIS HAUS SO LANGE STEHT BISS DASS HASS UND NEID VERGEHT … Kulturdenkmal aus geschichtlichen Gründen. |                 | 132520 DDB |
| Fachwerkbau                                       | Fachwerkbau                                       | Neustraße 3 LageFlur: 18, Flurstück: 101, 103                     | Zweigeschossiger Fachwerkbau der Zeit um 1700. Bemerkenswert in der Mitte der Giebelfassade die aussteifenden Mannfiguren mit weit ausgreifenden Streben und die insgesamt ungestört erhaltene Gefachaufteilung. Dem Bau kommt trotz des Rückbaus im Dachbereich besondere geschichtliche Bedeutung zu und ist deshalb Kulturdenkmal. Kulturdenkmal aus geschichtlichen Gründen. | 1695 bis 1705   | 132519 DDB |
| Einhaus                                           | Einhaus                                           | Neustraße 5 LageFlur: 18, Flurstück: 106/2                        | Zweigeschossiges Einhaus, im Scheunensturz inschriftlich datiert 1750 mit Nennung der Bauleute Jost und Anna Dillmann. Der Bau ist mit durchgehenden Ständern errichtet. Die horizontale Gebäudeteilung ist durch ein umlaufendes Tau betont. Rähm und Andreaskreuze ebenfalls mit geschnitzten Zierformen. Kulturdenkmal aus geschichtlichen und künstlerischen Gründen. | 1750            | 132521 DDB |